# Ronja Karlsson Törnborg
Ronja Jenny Stefanny Stina Karlsson Törnborg, född 7 mars 2002, är en svensk fotbollsspelare som spelar för Trelleborgs FF.

## Karriär
Karlsson Törnborgs moderklubb är Tallboda IF. Mellan 2016 och 2018 spelade hon därefter för Linghems SK. Karlsson Törnborg debuterade för klubben i Division 2 som 14-åring. Inför säsongen 2019 gick hon till IFK Norrköping. Karlsson Törnborg gjorde två mål på 19 matcher i Division 1 säsongen 2019.
I mars 2020 värvades Törnborg av Linköpings FC, där hon skrev på ett ettårskontrakt. Törnborg debuterade i Damallsvenskan den 27 juni 2020 i en 3–0-vinst över Växjö DFF, där hon blev inbytt i den 86:e minuten mot Alva Selerud. Totalt spelade Törnborg nio matcher i Damallsvenskan 2020. Genom ett föreningssamarbete var Törnborg även tillgänglig för sin tidigare klubb, IFK Norrköping under säsongen 2020. Hon spelade fem matcher och gjorde lika många mål för IFK Norrköping i Division 1.
I december 2020 förlängde Karlsson Törnborg sitt kontrakt i Linköpings FC med ett år. Under säsongen 2021 spelade hon tre ligamatcher för Linköpings FC i Damallsvenskan samt tre matcher för samarbetsklubben IFK Norrköping i Elitettan.
Inför säsongen 2022 gick Karlsson Törnborg till Elitettan-klubben Lidköpings FK. I augusti 2023 skrev hon på ett 2,5-årskontrakt med KIF Örebro. I augusti 2024 lånades Törnborg ut till Elitettan-klubben Örebro SK.
I december 2024 värvades Karlsson Törnborg av Elitettan-klubben Trelleborgs FF.